# Gekraagd stormvogeltje
Het gekraagd stormvogeltje (Hydrobates hornbyi synoniem:Oceanodroma hornbyi) is een vogel uit de familie der Hydrobatidae (Noordelijke stormvogeltjes). Deze vogel is genoemd naar de Britse admiraal Phipps Hornby (1785-1867) die het eerste exemplaar van deze vogel had verzameld.

## Verspreiding en leefgebied
Deze soort komt voor aan de kusten van Ecuador tot centraal Chili maar lange tijd was het onbekend waar deze vogels broeden. Bij zoektochten tussen 2013 en 2017 werden kolonies gevonden in de Chileense Atacama woestijn tot 75 km landinwaarts en 1100 meter hoogte.

## Status
De grootte van de populatie is in 2007 geschat op 500-800 duizend volwassen vogels. Aangenomen wordt dat dit aantal sterk achteruit gaat, daarom heeft deze soort op de Rode lijst van de IUCN de status gevoelig.